# هیناکو سائکی
هیناکو سائِکی (انگلیسی: Hinako Saeki؛ زادهٔ ۱۶ فوریهٔ ۱۹۷۷) یک هنرپیشه اهل ژاپن است.